# Итальянские сказки

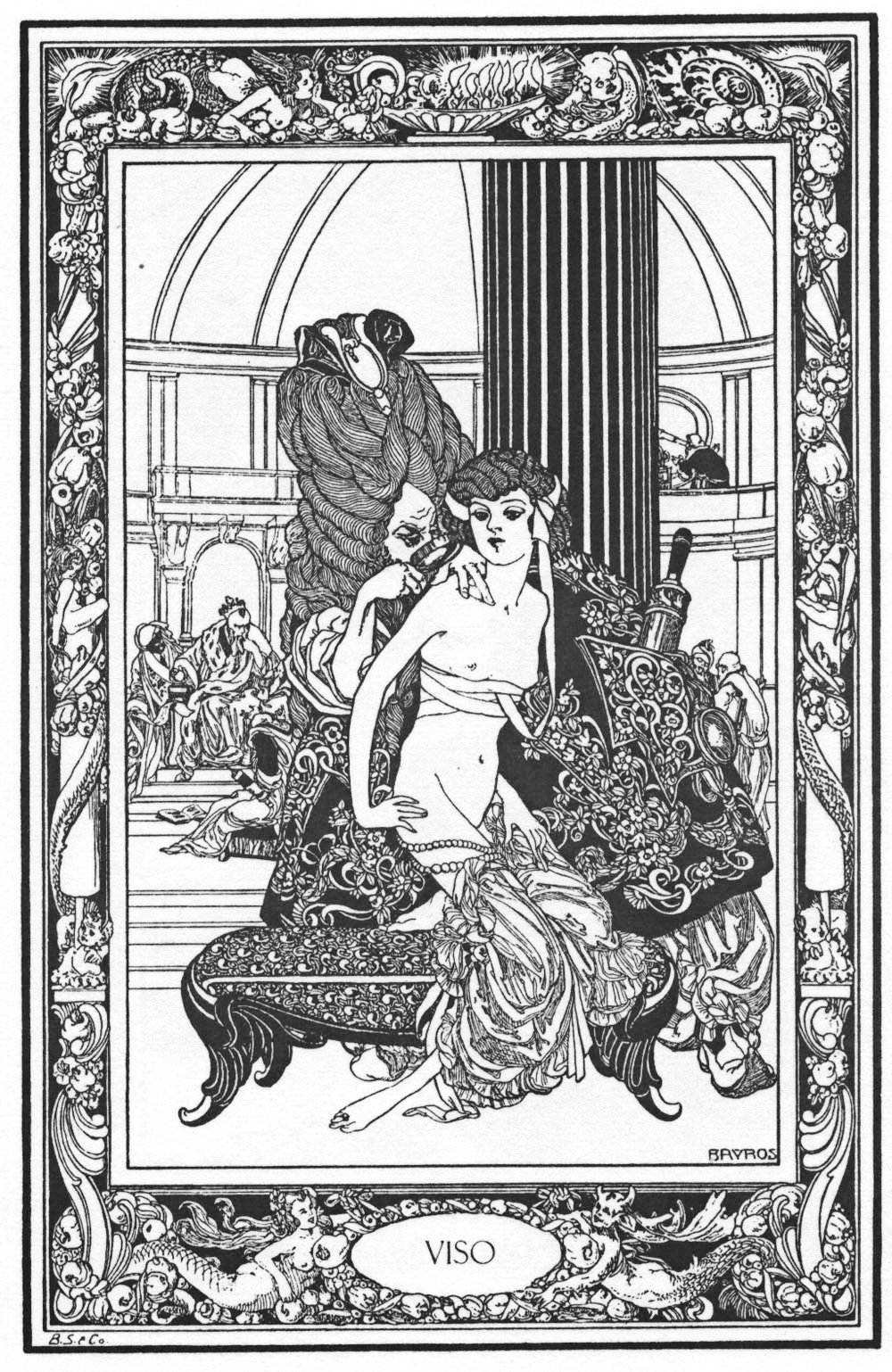
Иллюстрация Франца фон Байроса к сказке Дж. Базиле «Светлый лик», 1909

Италья́нские ска́зки (итал. Fiabe italiane) — литературные и фольклорные прозаические произведения итальянской литературы. Как и любые другие национальные сказки, они отражают особенности национальной культуры, быта, характера итальянцев.

## История возникновения
Особенность становления итальянской литературы состоит в том, что, в отличие от большинства крупных европейских литератур (литературы Англии, Германии, Франции, Испании, Скандинавии), литература Италии сформировалась относительно поздно. Это случилось в силу того, что в средневековой Италии латинский язык сохранял свой статус официального книжного языка дольше, чем где бы то ни было. Вплоть до XIII столетия латынь сохраняла роль литературного, «в известном смысле живого языка». Латинский язык долгое время был препятствием для обособления итальянского языка в качестве литературного языка, поскольку не воспринимался итальянцами языком «чужим», в обществе латынь была элементом и делового, и культурного общения. В силу этого второй особенностью итальянской литературы было отсутствие своего народного эпоса, фольклорные сказки не предшествовали литературным, как в Скандинавии или на Руси, а появились одновременно с литературными или чуть позднее их.

### Литературная сказка

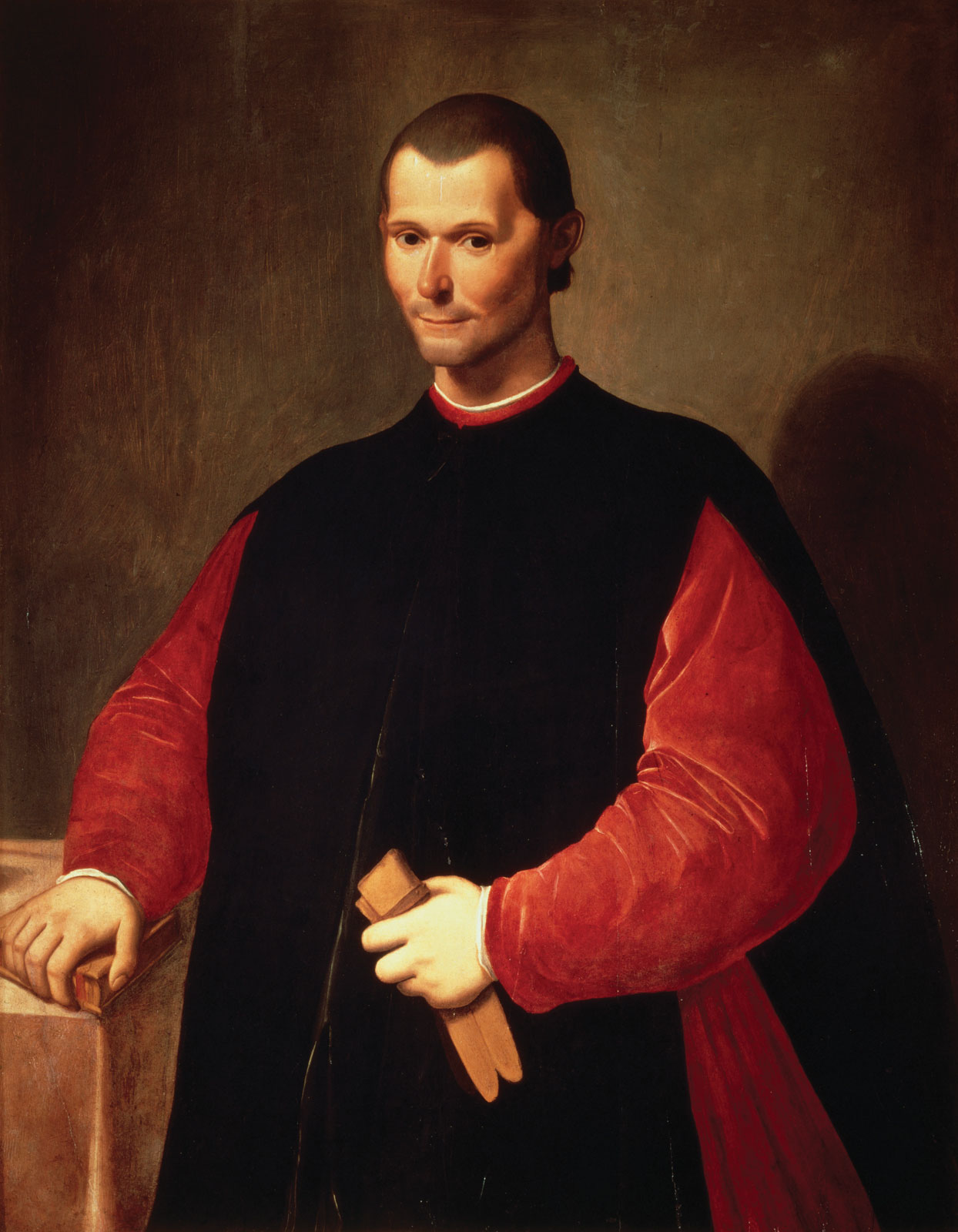
Никколо Макиавелли

Один из самых ранних сборников итальянских новелл «Новеллино» появился в конце XIII века. Проза «Новеллино», собранного из нескольких источников, демонстрировала влияние провансальской, античной и арабской литературы, в частности, литературное обрамление по примеру сказок сборника «Тысяча и одна ночь». Несмотря на безвестность авторов сборника исследователи относят его к произведениям авторского искусства. Мотивы, сюжеты и приёмы сказки широко использовал в своём «Декамероне» (1350—1353) Джованни Боккаччо. Вторым крупным итальянским новеллистом XIV столетия, обращавшимся к сказке, был Франко Саккетти. Избранные новеллы из сборников «Новеллино» и «Триста новелл» Франко Саккетти включаются современными составителями в сборники итальянских сказок.

#### Никколо Макиавелли
Несмотря на все жанровые различия бытовая итальянская новелла и новеллистическая сказка долгое время существуют параллельно, создаются одними и теми же авторами, выходят в одних и тех же сборниках. Примерно в 1518 году Никколо Макиавелли создал свою сказку «Чёрт, который женился». Писатель написал эту сказку в деревушке Сант-Андреа, находясь в изгнании. Опубликована она была уже после смерти Макиавелли в 1549 году. Во Флоренции сохранился автограф сказки. Сюжет о женитьбе дьявола был весьма популярен в Средневековье, его разрабатывал Ганс Сакс («О том, как чёрт женился на старухе») и Дж. Страпарола. Стихотворный перевод сказки на французский язык сделал Жан де Лафонтен. В 1690 году английский драматург Джон Уилсон положил сюжет Макиавелли в основу своей трагикомедии «Бельфагор, женитьба дьявола».

#### Страпарола

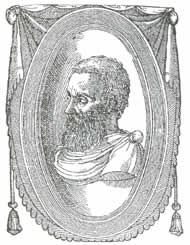
Страпарола

Следующим крупным итальянским новеллистом, оказавшим заметное влияние на развитие национальной сказки, был Джованфранческо Страпарола (ок. 1480 — ок. 1557). Он был автором сборника «Приятные ночи» из сорока восьми новелл, некоторые из них восходят к новеллам Франко Саккетти, Бокаччо, Поджо Браччолини, Сера Джовании, Маккиавелли, Джироламо Морлини, несколько историй написаны на бергамском наречии. Фабулы отдельных новелл носят сказочный характер. По мнению литературоведа Елеазара Мелетинского, творчество Страпаролы представляет собой совершенно особый вариант новеллы:
Он не усиливает трагедийность или сатиричность, а ослабляет их за счет некоторого усиления традиционного дидактизма, смягчения конфликтности и особенно введения в новеллу сказочной стихии параллельно с новеллистической обработкой сказочных сюжетов (в этом плане он предшественник Базиле и Перро).
В большом количестве новеллист брал свои сюжеты непосредственно из фольклорных источников, при этом исследователь обращает внимание на склонность Страпаролы к сказочной фантастике и введение им в новеллу фольклорно-сказочной стихии:
Страпарола выдвигает новый синтез гуманизма или, может, даже постгуманизма с народно-фольклорной стихией, эксплуатирует сказочные мотивы и создает новый синтез сказки и новеллы, предвосхищая Базиле и Перро.
В частности сюжеты сказок Страпаролы «Кот в сапогах», «Король-свинья» и «Девушка в ларце» позднее встретятся в сюжетах знаменитого французского сказочника.
Исследователи отмечают, что в XVI веке (в классификации итальянского литературоведения эпоха Чинквеченто), кроме Страпаролы заметное влияние на развитие литературной сказки оказал Аньоло Фиренцуола. Благодаря ему в литературную моду входит жанр восточной сказки. Отдал дань написанию сказок «универсальный гений» итальянского Возрождения Леонардо да Винчи. Таким образом, приблизительно с середины XVI столетия можно говорить о формировании сказки как самостоятельного жанра в литературе Италии.

#### Базиле

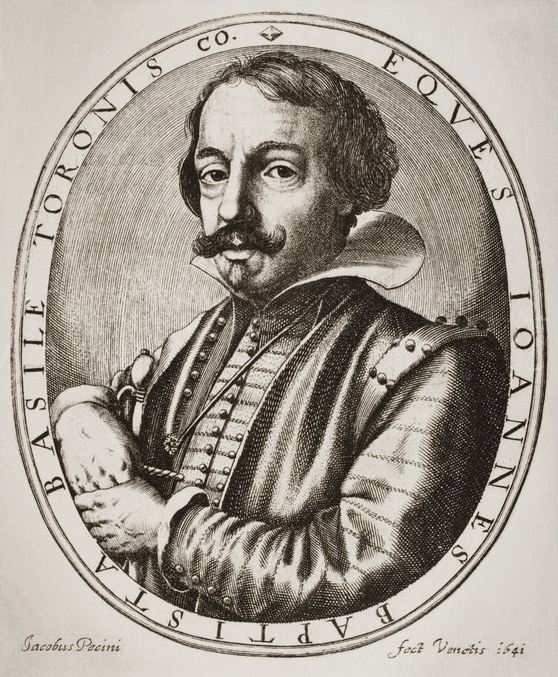
Дж. Базиле

В последующую эпоху Сейченто самым выдающимся итальянским писателем-сказочником был Джамбаттиста Базиле. В основу своей книги «Пентамерон» Базиле положил крестьянский фольклор. Исследователь И. Н. Голенищев-Кутузов называет «Пентамерон» «одним из самых ярких произведений европейской литературы XVII в.»:
Это первая в истории европейской литературы книга народных волшебных сказок, литературно обработанных в стиле барокко, но барокко особого, во многом очень отличного от маринизма
Книга была написана в 1634—1636 гг. в Неаполе и сперва называлась «Сказка сказок». Написана она была на неаполитанском диалекте, и в заглавии был указан автор Джан Алезио Аббатутис — псевдоним Базиле.
Базиле, будучи уже профессиональным сказочником умел поэтизировать быт. Книга написана на неаполитанском диалекте разговорным, нарочито грубоватым языком, который время от времени перемежается учёными латинскими изречениями. Пятьдесят сказок объединены сказкой-обрамлением. Их отличает чувство юмора и меры, когда речь заходит об изображении сказочных существ: фей, чудовищ, ведьм, домовых, говорящих сверчков, кошек, мышей, колдунов и т. д.: «Людоед с женой сидят за ужином перед открытым окном, чтоб не было жарко, а поев, начинают бесконечные сплетни и пересуды».
У Базиле неисчерпаемая способность выдумывать, комбинировать и модулировать темы, он редко повторяется, удивляя богатством сюжетов и ситуаций. Одна из главных особенностей «Пентамерона» — умелое соединение трагического и комического, иронии и чувствительности, насмешливости и фамильярности.
Сказки Базиле подразумевали дидактические цели, исключающие какую-то бы ни было назойливость и тем самым подходили для самой разнообразной публики, в том числе и детской. Некоторые из них пересекаются с сюжетами произведений Шарля Перро, например, «Три феи» и «Золушка». В следующем столетии «Пентамерон» весьма пригодился Карло Гоцци («Любовь к трём апельсинам», «Ворон»), а также Якобу Гримму, который, переиздавая книгу Базиле в Германии, составил к ней своё обширное предисловие.

#### Карло Гоцци

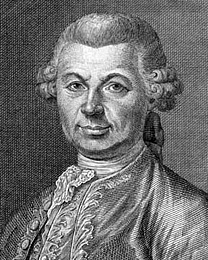
Карло Гоцци

После невыразительных сказок сборника «Posilicheata» («Поездка в Позилиппо») Помпео Сарнелли 1684 года в истории итальянской сказки наступила длительная пауза. Но в 60-х годах XVIII века любимый народный жанр под пером Карло Гоцци приобретает новые черты. Будучи поклонником «комедия дель арте», Гоцци соединил сказку, народный театр и получил фьябу или трагикомическую сказку для театра. Так возникли «Любовь к трём апельсинам» (1760), «Ворон» (1761), «Турандот» (1762), «Король-олень» (1762), «Женщина-змея» (1762), «Зобеида» (1763), «Счастливые нищие» (1764), «Зелёная птичка» (1765) и др. Персонажами сказок Гоцци становятся театральные маски: (Панталоне, Труффальдино, Тарталья, Бригелла и др. Театральные сказки Карло Гоцци немедленно приобрели неслыханный успех, который не утратился до настоящего времени.
Фьябы Гоцци дали мощный импульс для развития театра, литературы, музыки. На мотив сказки «Любовь к трём апельсинам» С. С. Прокофьев написал одноимённую оперу; композиторы Вебер и Пуччини написали музыку к опере «Турандот»; Бертольд Брехт написал пьесу «Турандот, или Конгресс обелителей»; Евгений Вахтангов поставил спектакль «Принцесса Турандот».

#### Карло Коллоди
В 1881 году писатель и журналист Карло Лоренцини (псевдоним Карло Коллоди) написал роман-фельетон «Приключения Пиноккио. История деревянной куклы» (Le avventure di Pinocchio. Storia d’un burattino). Сказка, как и фьябы Гоцци, включала в себя элементы театра «комедия дель арте», она была переведена на 87 языках. Алексей Толстой в 1936 году написал свой вариант этой сказки «Золотой ключик, или Приключения Буратино». Луиджи Гардзоне, в свою очередь, в 1984 году перевёл на итальянский язык сказку Алексея Толстого.

#### Луиджи Капуана

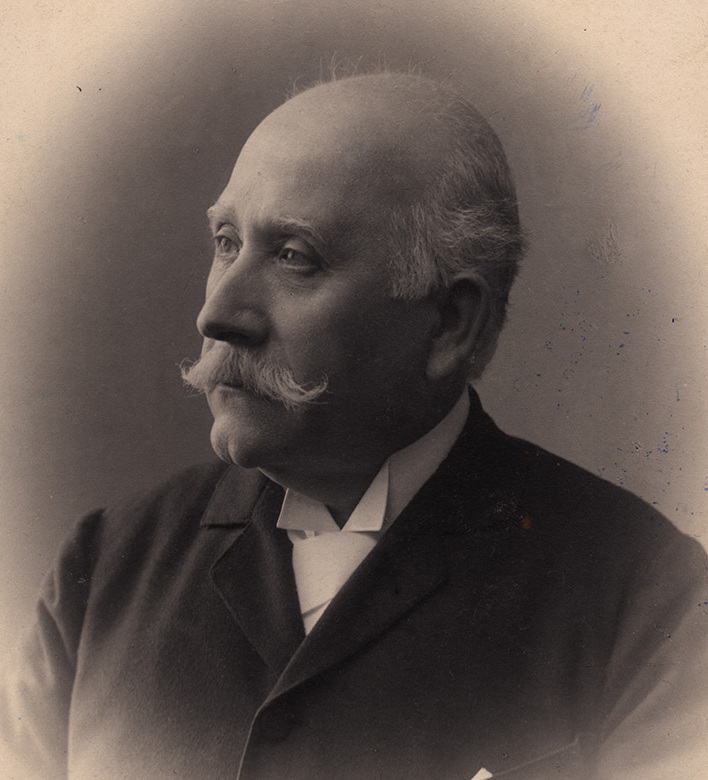
Луиджи Капуана

Одновременно с Карло Лоренцини, но с меньшим успехом попробовал себя в роли сказочника известный итальянский писатель, основоположник литературного направления веризм, — Луиджи Капуана. Им написаны сказки «Благоразумный король», «Волшебный хвост», «Дырка в воде», «Капризуля» и многие другие. Первые сказки он начал публиковать ещё в 1882 году, но основные произведения в этом жанре им создавались в 1890-е и 1900-е гг. В 1894 году сказки Капуаны вышли отдельным изданием: «Il Raccontafiabe» («Сказ сказок»).

#### Джанни Родари
Среди прочих писателей-сказочников можно также упомянуть автора XIX века Джованни Пирелли, современных писателей Марчелло Арджилли, Марко Москини, Бьянку Питцорно, Иво Розати, Ренато Рашела, Сильвию Ронкалья, Сильвио Джильи, Джан Луиджи Берти («Сказки Сан-Марино»). Но самый большой успех в XX столетии выпал на долю писателя и педагога Джанни Родари, в 1950—1960-е годы он написал сказки «Приключения Чиполлино», «Джельсомино в Стране лжецов», «Путешествие «Голубой стрелы»» и некоторые другие. В силу ряда причин Джанни Родари стал самым издаваемым итальянским писателем в Советском Союзе, а также в постсоветской России, опережая чуть ли не в два раза по количеству изданий и Данте, и Бокаччо. Композитором Кареном Хачатуряном поставлен балет «Чиполлино» (1976).

### Народная сказка
Как пишет современный исследователь: «Национальный характер сказки каждого народа определяется его бытом, обрядами, условиями труда, фольклорными традициями, особым поэтическим взглядом на мир и т. д.» Всё это в полной мере относится и к итальянской сказке. Народные сказки Италии можно условно разграничить на несколько групп: бытовые сказки, сказки о животных, волшебные сказки, сказки-притчи или сказки-анекдоты, сказки-легенды и т. д. Работа по изучению и систематизации итальянской фольклорной сказки началась довольно поздно. Как писал Джанни Родари, «в Италии не было своих братьев Гримм».

#### Итало Кальвино

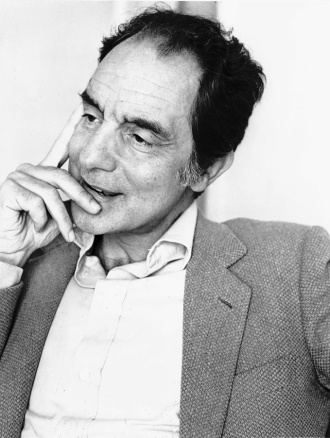
Итало Кальвино

Первым, кто взялся за поиски фольклорной сказки, был итальянский писатель-неореалист и журналист Итало Кальвино. Свою работу он начал в 1954 году, но это не был сбор устных рассказов народных сказителей, Кальвино осуществлял свой труд по систематизации разрозненных источников из уже существовавших ранее материалов. Ему удалось описать множество сказок, бытовавших, в том числе, на национальных диалектах. В 1956 году он выпустил книгу «Fiabe Italiane», в которую вошли 200 собранных им сказок. 200 — по числу сказок, собранных в своё время братьями Гримм.
Далеко не все сказки были оригинальными, многие из них ранее были известны в вариантах на других языках. Но Кальвино поступил правильно, поскольку даже заимствованные сказки в своих деталях несли неповторимые черты национального фольклора. Заслуга собирателя состоит и в том, что он смог пересказать фьябы великолепным народным языком, передающим особенности национального уклада средневековой Италии. Как писал знаток итальянской литературы Р. И. Хлодовский, «логика народных сказок — это, по мнению Кальвино, логика народа, логика самых простых и в то же время самых естественных отношений между человеком и человеком, между человеком и природой, между человеком и обществом».

#### Итальянские сказки, обработанные Итало Кальвино
| Двести сказок из сборника Fiabe Italiane, расположенные по городам и областям Италии \| - Бесстрашный Джованино Giovannin senza paura (Лигурия) - L'uomo verde d'alghe (Ривьера-ди-Поненте) - II bastimento a tre piani (Ривьера-ди-Поненте) - Человек, который выходил только ночью L’uomo che usciva solo di notte (Ривьера-ди-Поненте) - Вот тебе семь! E sette! (Ривьера-ди-Поненте) - Тело-Без-Души Corpo-senza-l’anima (Ривьера-ди-Поненте) - Деньги делают всё II danaro fa tutto (Генуя) - Пастушок-малый росток II pastore che non cresceva mai (Окрестности Генуи) - Серебряный Нос II naso d’argento (Ланге) - Борода графа (Храбрый Мазино и ведьма) La barba del Conte (Бра) - Девочка, проданная с грушами La bambina venduta con le pere (Монферрато) - La biscia (Монферрато) - I tre castelli... (Монферрато) - II principe che sposò una rana (Монферрато) - II pappagallo (Монферрато) - I dodici buoi (Монферрато) - Cric e Croc (Монферрато) - Принц-канарейка Il Principe canarino (Турин) - Re Crin (долина реки По) - I biellesi, gente dura (Биелла) - Il vaso di maggiorana (Милан) - Il giocatore di biliardo (Милан) - Язык животных Il linguaggio degli animali (Мантуя) - Le tre casette (Мантуя) - Крестьянин-звездочёт II contadino astrologo (Мантуя) - II lupo e le tre ragazze (Лаго ди Гарда) - Человек, который искал бессмертие II paese dove non si muore mai (Верона) - II devoto di San Giuseppe (Верона) - Le tre vecchie (Венеция) - Принц Краб II principe granchio (Венеция) - Muta per sette anni (Венеция) - II palazzo dell'Orno morto (Венеция) - Яблоко и кожура Pomo e Scorzo (Венеция) - Il dimezzato (Венеция) - II nonno che non si vede (Венеция) - II figlio del Re di Danimarca (Венеция) - II bambino nel sacco (Фриули) - Quaquà! Attaccati là! (Фриули) - Рубашка довольного человека La camicia dell’uomo contento (Фриули) - Одна ночь в раю Una notte in Paradiso (Фриули) - Gesù e San Pietro in Friuli - Волшебное кольцо L’anello magico (Трентино) - II braccio di morto (Трентино) - La scienza della fiacca (Триест) - Прекрасное чело Bella Fronte (Истрия) - La corona rubata (Далмация) - La figlia del Re che non era mai stufa di fichi (Рим) - I tre cani (Романья*) - Zio Lupo (Романья) - Джирикоккола Giricoccola (Болонья) - II gobbo Tabagnino (Болонья) - II Re degli animali (Болонья) - Le brache del Diavolo (Болонья) - Хлеб, вино и соль Bene come il sale (Болонья) - La Regina delle Tre Montagne d'Oro (Болонья) - La scommessa a chi primo s'arrabbia (Болонья) - Людоед в перьях L’Orco con le penne (Гарфаньяна) - II Drago dalle sette teste (Монтале, Пистойезе) - Беллинда и чудовище Bellinda e il Mostro (Монтале, Пистойезе) - Пастух при дворе II pecoraio a Corte (Монтале, Пистойезе) - La Regina Marmotta (Монтале, Пистойезе) - II figlio del mercante di Milano (Монтале, Пистойезе) - Обезьяний дворец II palazzo delle scimmie (Монтале, Пистойезе) - Розина в печи La Resina nel forno (Монтале, Пистойезе) - Саламанкский виноград 'L’uva salamanna (Монтале, Пистойезе) - Il palazzo incantato (Монтале, Пистойезе) - Testa di Bufala (Монтале, Пистойезе) - II figliolo del Re di Portogallo (Монтале, Пистойезе) - Красавица Фанта-Гиро Fanta-Ghirò, persona bella (Монтале, Пистойезе) - Pelle di vecchia (Монтале, Пистойезe) - Oliva (Монтале, Пистойезе) - Хитрая крестьянка La contadina furba (Монтале, Пистойезе) - II viaggiatore torinese (Монтале, Пистойезе) - La figlia del Sole (Пиза) - II Drago e la cavallina fatata (Пиза) - Флорентиец II Fiorentino (Пиза) - I Reali sfortunati (Пиза) - II gobbino che picchia (Пиза) - Fioravante e la bella Isolina (Пиза) - Lo sciocco senza paura (Ливорно) - La lattaia regina (Ливорно) - Проделки Камприано La storia di Campriano (Лукка) - Дар Северного Ветра II regalo del vento tramontano (Мугелло) - La testa della Maga (Верхний Вальдарно) - Девушка-яблоко La ragazza mela (Флоренция) - Преццемолина (Петрушечка) Prezzemolina (Флоренция) - L’Uccel bei-verde (Флоренция) - II Re nel paniere (Флоренция) - L'assassino senza mano (Флоренция) - Два горбуна I due gobbi (Флоренция) - Cecino e il bue (Флоренция) - II Re dei Pavoni (Сиена) - II palazzo della Regina dannata (Сиена) - Гусыня и лиса Le ochine (Сиена) - L'acqua nel cestello (Марке) - Четырнадцатый Quattordici (Марке) - Giuanni Benforte che a cinquecento diede la morte (Марке) - Gallo cristallo (Марке) - La barca che va per mare e per terra (Рим) - Солдат-неаполитанец II soldato napoletano (Рим) \| - Belimele e Beisele (Рим) - II Re superbo (Рим) - Maria di Legno (Рим) - La pelle di pidocchio (Рим) - Cicco Petrillo (Рим) - Nerone e Berta (Рим) - Любовь к трём апельсинам (Бела, как молоко, румяна, как кровь) L’amore delle tre melagrane (Bianca-come-il-latte-rossa-come-il-sangue) (Абруццо) - Giuseppe Ciufolo che se non zappava suonava lo zufolo (Абруццо) - La Bella Venezia (Абруццо) - II tignoso (Абруццо) - II Re selvatico (Абруццо) - Mandorlinfiore (Абруццо) - Le tre Regine cieche (Абруццо) - Горбатая, хромая, да ещё и шея кривая Gobba, zoppa e collotorto (Абруццо) - Occhio-in-fronte (Абруццо) - La finta nonna (Абруццо) - L'arte di Franceschiello (Абруццо) - Pesce lucente (Абруццо) - Борей и Сирокко (Богатое приданое) La Borea e il Favonio (Молизе) - II sorcio di palazzo e il sorcio d'orto (Молизе) - Le ossa del moro (Беневенто) - La gallina lavandaia (Ирпиния) - Cricche, Crocche e Manico d'Uncino (Ирпиния) - Первая шпага и последняя метла La prima spada e l’ultima scopa (Неаполь) - Comare Volpe e Compare Lupo (Неаполь) - I cinque scapestrati (земля д’Отранто) - Ari-ari, ciuco mio, butta danari! (земля д’Отранто) - La scuola della Salamanca (земля д’Отранто) - Котята (Джачинта и котята) La fiaba dei gatti (земля д’Отранто) - Pulcino (земля д’Отранто) - La madre schiava (земля д’Отранто) - La sposa sirena (Таранто) - Сказка о принцессах, что вышли замуж за первых встречных Le Principesse maritate al primo che passa (Базиликата) - Liombruno (Базиликата) - Cannelora (Базиликата) - Filo d'Oro e Filomena (Базиликата) - I tredici briganti (Базиликата) - I tre orfani (Калабрия) - La bella addormentata ed i suoi figli (Калабрия) - II Reuccio fatto a mano (Калабрия) - La tacchina (Калабрия) - Le tre raccoglitrici di cicoria (Калабрия) - La Bella dei Sett'abiti (Калабрия) - Змеёныш II Re serpente (Калабрия) - La vedova e il brigante (на греко-калабрском диалекте) - II granchio dalle uova d'oro (Гречи ди Калабрия) - Кола́-Рыба Cola pesce (Мессина) - Gràttula-Beddàttula (Палермо) - Злая судьба Sfortuna (Палермо) - La serpe Pippina (Палермо) - Мудрая Катерина Caterina la Sapiente (Палермо) - II mercante ismaelita (Палермо) - La colomba ladra (Палермо) - Padron di ceci e fave (Палермо) - II Balalicchi con la rogna (Палермо) - Жена, которая была сыта ветром La sposa che viveva di vento (Палермо) - Erbabianca (Палермо) - II Re di Spagna e il Milord inglese (Палермо) - Lo stivale ingioiellato (Палермо) - II Bracciere di mano manca (Палермо) - Rosmarina (Палермо) - Diavolozoppo (Палермо) - I tre racconti dei tre figli dei tre mercanti (Палермо) - La ragazza colomba (Палермо) - Gesù e San Pietro in Sicilia (Палермо) - L'orologio del Barbiere (Окрестности Палермо) - La sorella del Conte (Окрестности Палермо) - Mastro Francesco Siedi-e-mangia (Окрестности Палермо) - Le nozze d'una Regina e d'un brigante (Мадония) - Le sette teste d'agnello (Фикарацци) - I due negozianti di mare (Палермо) - Странник Sperso per il mondo (Салапарута) - Un bastimento carico di… (Салапарута) - II figlio del Re nel pollaio (Салапарута) - La Reginetta smorfiosa (Трапани) - II Gran Narbone (Агридженто) - II linguaggio degli animali e la moglie curiosa (Агридженто) - II vitellino con le corna d'oro (Агридженто) - II Capitano e il Generale (Агридженто) - La penna di hu (Кальтанисетта) - La vecchia dell'orto (Кальтанисетта) - II sorcetto con la coda che puzza (Кальтанисетта) - Le due cugine (Рагуза) - I due compari mulattieri (Рагуза) - La volpe Giovannuzza (Катания) - II bambino che diede da mangiare al Crocifisso (Катания) - Массаро Правдивый (Массаро Правда) Massaro Verità (Катания) - Il Re vanesio (Акиреале) - La Reginetta cornuta (Акиреале) - Джуфа Giufà (Сицилия) - Fra Ignazio (Кампидано) - I consigli di Salomone (Кампидано) - О том, как крестьянин шестерых разбойников обманул L’uomo che rubò ai banditi (Кампидано) - L'erba dei leoni (Нурра) - Сказка о двух монастырях II convento di monache e il convento di frati (Нурра) - La potenza della felce maschio (Галлура) - Sant'Antonio da il fuoco agli uomini (Логудоро) - Пастух и месяц март Marzo e il pastore (Корсика) - Giovan Balenio (Корсика) - Полезай в мешок! (Дары феи Кренского озера) Salta nel mio sacco! (Корсика) - Принц-фавн Il principe fauno \| | |
| - Бесстрашный Джованино Giovannin senza paura (Лигурия) - L'uomo verde d'alghe (Ривьера-ди-Поненте) - II bastimento a tre piani (Ривьера-ди-Поненте) - Человек, который выходил только ночью L’uomo che usciva solo di notte (Ривьера-ди-Поненте) - Вот тебе семь! E sette! (Ривьера-ди-Поненте) - Тело-Без-Души Corpo-senza-l’anima (Ривьера-ди-Поненте) - Деньги делают всё II danaro fa tutto (Генуя) - Пастушок-малый росток II pastore che non cresceva mai (Окрестности Генуи) - Серебряный Нос II naso d’argento (Ланге) - Борода графа (Храбрый Мазино и ведьма) La barba del Conte (Бра) - Девочка, проданная с грушами La bambina venduta con le pere (Монферрато) - La biscia (Монферрато) - I tre castelli... (Монферрато) - II principe che sposò una rana (Монферрато) - II pappagallo (Монферрато) - I dodici buoi (Монферрато) - Cric e Croc (Монферрато) - Принц-канарейка Il Principe canarino (Турин) - Re Crin (долина реки По) - I biellesi, gente dura (Биелла) - Il vaso di maggiorana (Милан) - Il giocatore di biliardo (Милан) - Язык животных Il linguaggio degli animali (Мантуя) - Le tre casette (Мантуя) - Крестьянин-звездочёт II contadino astrologo (Мантуя) - II lupo e le tre ragazze (Лаго ди Гарда) - Человек, который искал бессмертие II paese dove non si muore mai (Верона) - II devoto di San Giuseppe (Верона) - Le tre vecchie (Венеция) - Принц Краб II principe granchio (Венеция) - Muta per sette anni (Венеция) - II palazzo dell'Orno morto (Венеция) - Яблоко и кожура Pomo e Scorzo (Венеция) - Il dimezzato (Венеция) - II nonno che non si vede (Венеция) - II figlio del Re di Danimarca (Венеция) - II bambino nel sacco (Фриули) - Quaquà! Attaccati là! (Фриули) - Рубашка довольного человека La camicia dell’uomo contento (Фриули) - Одна ночь в раю Una notte in Paradiso (Фриули) - Gesù e San Pietro in Friuli - Волшебное кольцо L’anello magico (Трентино) - II braccio di morto (Трентино) - La scienza della fiacca (Триест) - Прекрасное чело Bella Fronte (Истрия) - La corona rubata (Далмация) - La figlia del Re che non era mai stufa di fichi (Рим) - I tre cani (Романья*) - Zio Lupo (Романья) - Джирикоккола Giricoccola (Болонья) - II gobbo Tabagnino (Болонья) - II Re degli animali (Болонья) - Le brache del Diavolo (Болонья) - Хлеб, вино и соль Bene come il sale (Болонья) - La Regina delle Tre Montagne d'Oro (Болонья) - La scommessa a chi primo s'arrabbia (Болонья) - Людоед в перьях L’Orco con le penne (Гарфаньяна) - II Drago dalle sette teste (Монтале, Пистойезе) - Беллинда и чудовище Bellinda e il Mostro (Монтале, Пистойезе) - Пастух при дворе II pecoraio a Corte (Монтале, Пистойезе) - La Regina Marmotta (Монтале, Пистойезе) - II figlio del mercante di Milano (Монтале, Пистойезе) - Обезьяний дворец II palazzo delle scimmie (Монтале, Пистойезе) - Розина в печи La Resina nel forno (Монтале, Пистойезе) - Саламанкский виноград 'L’uva salamanna (Монтале, Пистойезе) - Il palazzo incantato (Монтале, Пистойезе) - Testa di Bufala (Монтале, Пистойезе) - II figliolo del Re di Portogallo (Монтале, Пистойезе) - Красавица Фанта-Гиро Fanta-Ghirò, persona bella (Монтале, Пистойезе) - Pelle di vecchia (Монтале, Пистойезe) - Oliva (Монтале, Пистойезе) - Хитрая крестьянка La contadina furba (Монтале, Пистойезе) - II viaggiatore torinese (Монтале, Пистойезе) - La figlia del Sole (Пиза) - II Drago e la cavallina fatata (Пиза) - Флорентиец II Fiorentino (Пиза) - I Reali sfortunati (Пиза) - II gobbino che picchia (Пиза) - Fioravante e la bella Isolina (Пиза) - Lo sciocco senza paura (Ливорно) - La lattaia regina (Ливорно) - Проделки Камприано La storia di Campriano (Лукка) - Дар Северного Ветра II regalo del vento tramontano (Мугелло) - La testa della Maga (Верхний Вальдарно) - Девушка-яблоко La ragazza mela (Флоренция) - Преццемолина (Петрушечка) Prezzemolina (Флоренция) - L’Uccel bei-verde (Флоренция) - II Re nel paniere (Флоренция) - L'assassino senza mano (Флоренция) - Два горбуна I due gobbi (Флоренция) - Cecino e il bue (Флоренция) - II Re dei Pavoni (Сиена) - II palazzo della Regina dannata (Сиена) - Гусыня и лиса Le ochine (Сиена) - L'acqua nel cestello (Марке) - Четырнадцатый Quattordici (Марке) - Giuanni Benforte che a cinquecento diede la morte (Марке) - Gallo cristallo (Марке) - La barca che va per mare e per terra (Рим) - Солдат-неаполитанец II soldato napoletano (Рим) | - Belimele e Beisele (Рим) - II Re superbo (Рим) - Maria di Legno (Рим) - La pelle di pidocchio (Рим) - Cicco Petrillo (Рим) - Nerone e Berta (Рим) - Любовь к трём апельсинам (Бела, как молоко, румяна, как кровь) L’amore delle tre melagrane (Bianca-come-il-latte-rossa-come-il-sangue) (Абруццо) - Giuseppe Ciufolo che se non zappava suonava lo zufolo (Абруццо) - La Bella Venezia (Абруццо) - II tignoso (Абруццо) - II Re selvatico (Абруццо) - Mandorlinfiore (Абруццо) - Le tre Regine cieche (Абруццо) - Горбатая, хромая, да ещё и шея кривая Gobba, zoppa e collotorto (Абруццо) - Occhio-in-fronte (Абруццо) - La finta nonna (Абруццо) - L'arte di Franceschiello (Абруццо) - Pesce lucente (Абруццо) - Борей и Сирокко (Богатое приданое) La Borea e il Favonio (Молизе) - II sorcio di palazzo e il sorcio d'orto (Молизе) - Le ossa del moro (Беневенто) - La gallina lavandaia (Ирпиния) - Cricche, Crocche e Manico d'Uncino (Ирпиния) - Первая шпага и последняя метла La prima spada e l’ultima scopa (Неаполь) - Comare Volpe e Compare Lupo (Неаполь) - I cinque scapestrati (земля д’Отранто) - Ari-ari, ciuco mio, butta danari! (земля д’Отранто) - La scuola della Salamanca (земля д’Отранто) - Котята (Джачинта и котята) La fiaba dei gatti (земля д’Отранто) - Pulcino (земля д’Отранто) - La madre schiava (земля д’Отранто) - La sposa sirena (Таранто) - Сказка о принцессах, что вышли замуж за первых встречных Le Principesse maritate al primo che passa (Базиликата) - Liombruno (Базиликата) - Cannelora (Базиликата) - Filo d'Oro e Filomena (Базиликата) - I tredici briganti (Базиликата) - I tre orfani (Калабрия) - La bella addormentata ed i suoi figli (Калабрия) - II Reuccio fatto a mano (Калабрия) - La tacchina (Калабрия) - Le tre raccoglitrici di cicoria (Калабрия) - La Bella dei Sett'abiti (Калабрия) - Змеёныш II Re serpente (Калабрия) - La vedova e il brigante (на греко-калабрском диалекте) - II granchio dalle uova d'oro (Гречи ди Калабрия) - Кола́-Рыба Cola pesce (Мессина) - Gràttula-Beddàttula (Палермо) - Злая судьба Sfortuna (Палермо) - La serpe Pippina (Палермо) - Мудрая Катерина Caterina la Sapiente (Палермо) - II mercante ismaelita (Палермо) - La colomba ladra (Палермо) - Padron di ceci e fave (Палермо) - II Balalicchi con la rogna (Палермо) - Жена, которая была сыта ветром La sposa che viveva di vento (Палермо) - Erbabianca (Палермо) - II Re di Spagna e il Milord inglese (Палермо) - Lo stivale ingioiellato (Палермо) - II Bracciere di mano manca (Палермо) - Rosmarina (Палермо) - Diavolozoppo (Палермо) - I tre racconti dei tre figli dei tre mercanti (Палермо) - La ragazza colomba (Палермо) - Gesù e San Pietro in Sicilia (Палермо) - L'orologio del Barbiere (Окрестности Палермо) - La sorella del Conte (Окрестности Палермо) - Mastro Francesco Siedi-e-mangia (Окрестности Палермо) - Le nozze d'una Regina e d'un brigante (Мадония) - Le sette teste d'agnello (Фикарацци) - I due negozianti di mare (Палермо) - Странник Sperso per il mondo (Салапарута) - Un bastimento carico di… (Салапарута) - II figlio del Re nel pollaio (Салапарута) - La Reginetta smorfiosa (Трапани) - II Gran Narbone (Агридженто) - II linguaggio degli animali e la moglie curiosa (Агридженто) - II vitellino con le corna d'oro (Агридженто) - II Capitano e il Generale (Агридженто) - La penna di hu (Кальтанисетта) - La vecchia dell'orto (Кальтанисетта) - II sorcetto con la coda che puzza (Кальтанисетта) - Le due cugine (Рагуза) - I due compari mulattieri (Рагуза) - La volpe Giovannuzza (Катания) - II bambino che diede da mangiare al Crocifisso (Катания) - Массаро Правдивый (Массаро Правда) Massaro Verità (Катания) - Il Re vanesio (Акиреале) - La Reginetta cornuta (Акиреале) - Джуфа Giufà (Сицилия) - Fra Ignazio (Кампидано) - I consigli di Salomone (Кампидано) - О том, как крестьянин шестерых разбойников обманул L’uomo che rubò ai banditi (Кампидано) - L'erba dei leoni (Нурра) - Сказка о двух монастырях II convento di monache e il convento di frati (Нурра) - La potenza della felce maschio (Галлура) - Sant'Antonio da il fuoco agli uomini (Логудоро) - Пастух и месяц март Marzo e il pastore (Корсика) - Giovan Balenio (Корсика) - Полезай в мешок! (Дары феи Кренского озера) Salta nel mio sacco! (Корсика) - Принц-фавн Il principe fauno |

В Советском Союзе и позднее сказки Итало Кальвино издавались неоднократно, но полного перевода на русский язык не существует до сих пор; из двухсот сказок не переведены приблизительно три четверти фьяб. В списке сказок Итало Кальвино непереведённые названия обозначают соответственно сказки, не переведённые на русский язык. В то же время есть несколько сказок из сборника «Три апельсина» и из сборника Итало Кальвино «Fiabe italiane», имеющие разные названия: «Человек, который искал бессмертие» и «Место, в котором никогда не умирают»; «Храбрый Мазино и ведьма» и «Борода графа»; «Дары феи Кренского озера» и «Полезай в мешок!» и т. д.

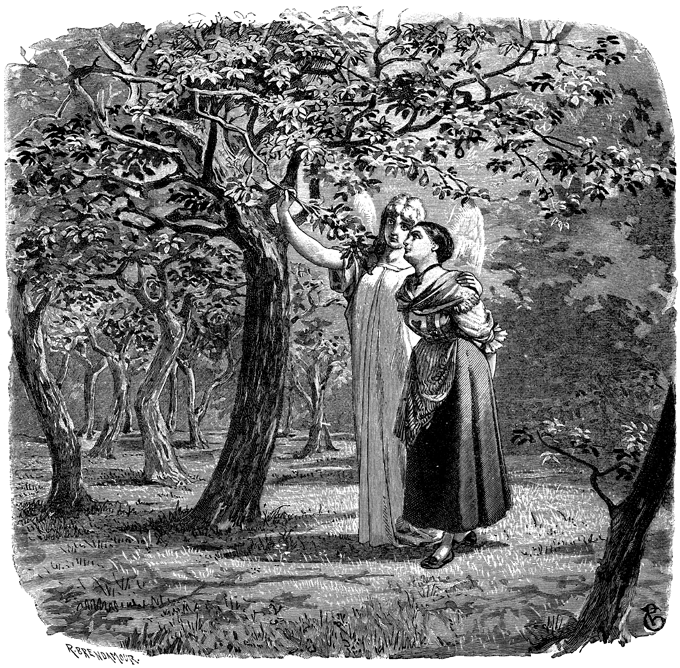
Безручка с ангелом в саду, Ф. Грот-Иоганн

Сказки «Волшебное кольцо» и «Хитрая крестьянка» имеют свои аналоги в русском языке в обработке А. Н. Афанасьева («Волшебное кольцо» и «Мудрая дева») и Андрея Платонова («Волшебное кольцо» и «Умная внучка»). Эти произведения, а также сказка «Безручка», которой хотя и нет в сборнике Итало Кальвино, но которая по сути также является итальянской народной сказкой, возникшей в середине XVII века и позднее переделанной в христианскую легенду, опубликованную на греческом языке, могли попасть в русский фольклор через лубочную литературу.
Сюжет о девушке-безручке стал весьма популярным в европейской литературе и неоднократно варьировался в традиционной сказке.
Значительная часть сказок из сборника «Три апельсина» восходит к сборнику всё того же Итало Кальвино, но в целом они подверглись бо́льшей литературной обработке и отличаются большей усложнённостью фабулы. Одни и те же сюжеты существуют в разных, порой существенно различающихся вариантах, например, сказка L’amore delle tre melagrane («Любовь к трём гранатам») из Абруццо имеет своё подобие — Bianca-come-il-latte-rossa-come-il-sangue («Бела, как молоко, румяна, как кровь»); кроме этого есть сказка II pastore che non cresceva mai («Пастушок-малый росток») из окрестностей Генуи, где в качестве ключевого магического артефакта, который необходимо обрести главному герою, выступают три поющих яблока. Сказка «Три апельсина» как бы доминирует среди прочих в этом общенациональном сюжете: «По всей Италии рассказывают историю о трёх апельсинах. Но вот удивительно — в каждой местности её рассказывают по-своему. Генуэзцы говорят одно, неаполитанцы — другое, сицилийцы — третье. А мы выслушали все эти сказки и теперь знаем, как всё случилось на самом деле».
Сказка La contadina furba («Хитрая крестьянка») также имеет несколько вариантов, например, «Находчивая девушка». С другой стороны, единая трёхчастная композиция «Трёх сказок попугая» может распадаться на три разнородные сказки, не обрамлённые единым повествованием.

#### Итальянская сказка в России
В России интерес к итальянской сказке существовал задолго до работы Итало Кальвино. Восприятие итальянской культуры в целом во многом было увязано с её «сказочностью», волшебным великолепием, что особенно заметно в знаменитой работе Павла Муратова «Образы Италии» (1912): «Смешение разных элементов — византийского, арабского, лонгобардского и норманнского — с местной культурой этой первой по времени из всех „Италий“ дает ей фантастический, прямо сказочный характер». Куда бы ни попадал путешественник, ощущение сказочной притягательности этой страны не оставляет его нигде:

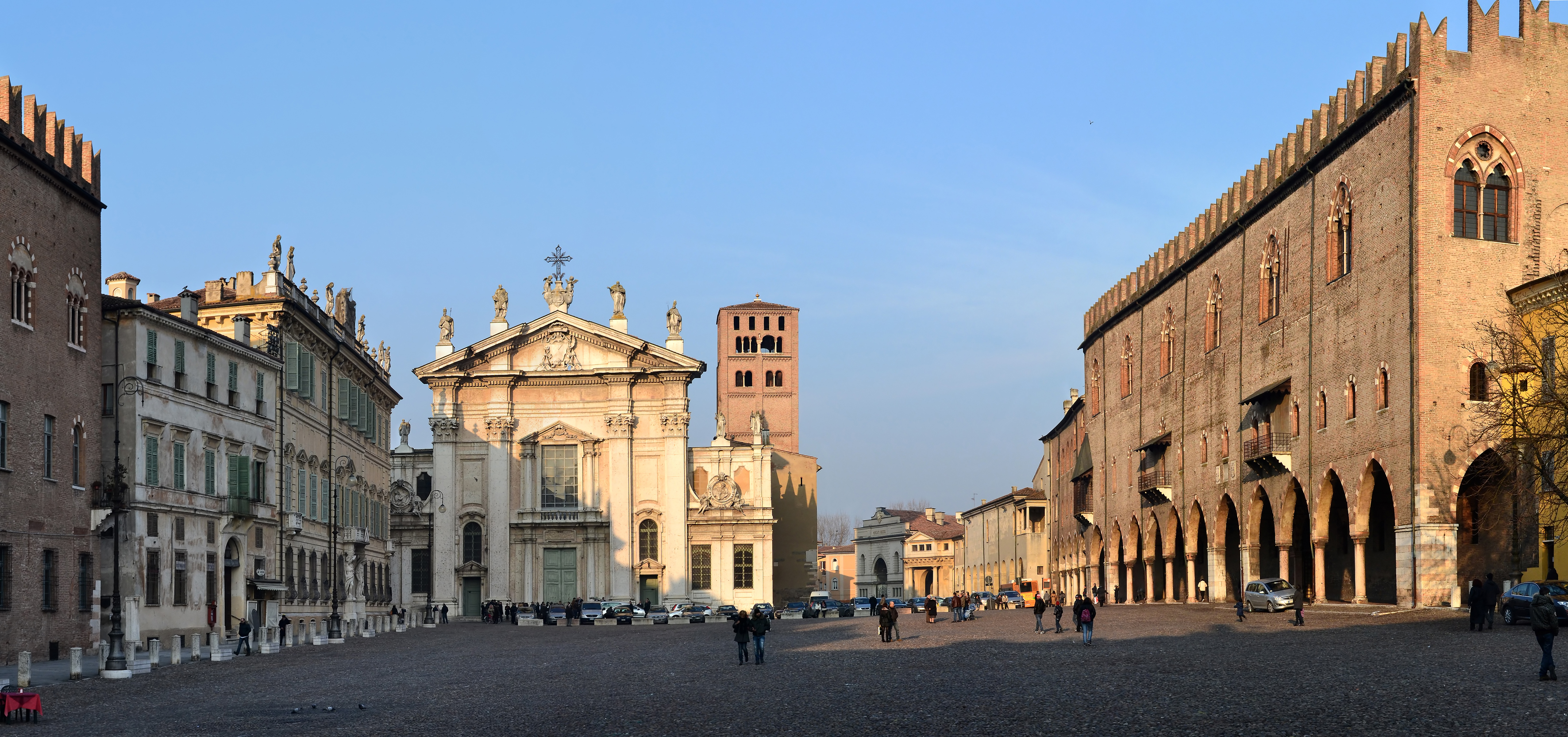
Палаццо Дукале (или Regge dei Gonzaga) в Мантуе

Мантуанская Reggia кажется воплощением каких-то снов о королях и дворцах, которыми грезили мы в детстве, читая волшебные сказки. Есть нечто увлекательное для нашего воображения во всякой анфиладе дворцовых комнат и зал, во всяком лабиринте переходов и лестниц, являющемся необходимой mise en scеne придворных странностей и великолепий. Волшебные гроты, околдованные леса, восточные базары Шехерезады не более блаженно-сказочны для нас, чем резиденции исчезнувших королей и жилища угаснувших герцогов. Человечество, столь ревностно ниспровергающее троны, преследуя свой мираж справедливости, — в силах ли оно бороться с тенями и духами, населяющими места разрушений, с призывами их, манящими нас в страну чудес…
Максим Горький, писатель совершенного иного темперамента и политического пафоса, нежели П. П. Муратов, будучи в длительной итальянской эмиграции в 1906—1913 гг., свои бытовые по сути очерки, картины современной жизни Италии называет «Сказки об Италии». Комментаторы пролетарского писателя объясняют этот парадокс теми же причинами, что и влияние Италии на Павла Муратова:
«Сказки» М. Горького — это картинки действительной жизни, как она показалась ему в Италии; он назвал эти картинки сказками только потому, что и природа Италии, и нравы её людей, и вся жизнь их — мало похожи на русскую жизнь и русскому простому человеку действительно могут показаться сказками.
Возможно, что автор несколько прикрасил итальянцев, но — природа их страны так хороша, что и люди её невольно кажутся, может быть, лучше, чем они есть на самом деле. Но и вообще — немножко прикрасить человека — не велик грех; людям слишком часто и настойчиво говорят, что они плохи, почти совершенно забывая, что они, — при желании своём, — могут быть и лучше.

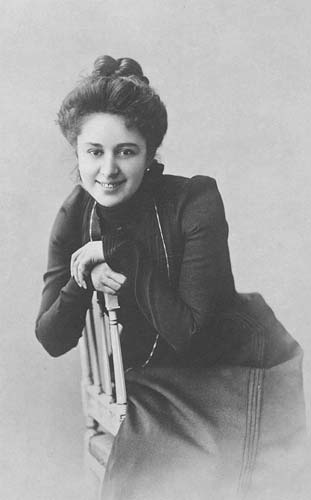
М. Ф. Андреева

Интерес Максима Горького к итальянской сказке не ограничился одним лишь названием его книги. В 1910—1911 гг. М. Ф. Андреева, литературный секретарь и гражданская жена писателя, предложила перевести несколько детских итальянских сказок на русский язык. М. Горький поддержал эту идею, он не только наблюдал за переводом Андреевой, но и вносил в него отдельные стилистические правки. В 1912 году два сборника итальянских сказок в переводе М. Ф. Андреевой и под редакцией М. Горького были изданы. До конца не ясны все обстоятельства перевода этих сказок, в частности, авторство итальянских сказок и издательство, где они были изданы. В письме Е. И. Вашкову переводчица в качестве источника перевода сказок упоминает одну из книг Луиджи Капуана. Её также интересуют неаполитанские сказки, но незнание неаполитанского диалекта заставляет её обратиться к помощи писателя Роберто Бракко. Горький писал Вашкову: «Мария Фёдоровна уже перевела ряд маленьких, очень милых на мой взгляд, сказочек. Я их просматривал, просмотрю и ещё раз» (Архив А. М. Горького, письмо от 5 июня 1911 г.).
Всего было издано двенадцать сказок: «Иголка», «Гипсовый котик», «Сковородка», «Мельник», «Сверчок», «Фея Цветок», «Сказка о Золотом Пёрышке», «Баба-яга», «Король Гром», «Мастер Что Починит — Что Испортит», «Дочь людоеда», «Куколка». Все сказки были переведены из сборника Луиджи Капуаны 1894 года «Il Raccontafiabe». По настоянию Андреевой, это были исключительно детские сказки, а всего в сборнике Капуаны было четырнадцать сказок. Некоторые из этих сказок были переизданы в 1957 году Государственным издательством детской литературы, а в 1991 году в полном виде переизданы в сборнике итальянских сказок Н. В. Котрелёва. Неясно, в какой мере сказки Капуаны были авторскими, например, сказка «Иголка» повторяла сюжет широко известной итальянской сказки о Безручке; так или иначе, впоследствии эти сказки переиздавались без указания авторства Капуаны.
Эпизодический интерес к сюжетам итальянской сказочной новеллы в русской литературе существовал ещё до работ Павла Муратова и Максима Горького. Это сказка «Старинный совет» Николая Рериха (1906) из сборника «Сказки», новеллы «Правдивая повесть о прекрасной Франческе из Римини и Паоло Малатеста, о их любви и смерти» (1907), «История о том, как Монна пиа ди Толомеи, будучи невинной, погибла по воле жестокого супруга» (1908) и др. из сборника новелл Т. Л. Щепкиной-Куперник «Сказания о любви» (1910). Цикл новелл представлял собой переложения старинных итальянских легенд из эпохи раннего Возрождения и получил почётный отзыв им. А. С. Пушкина от Академии наук.

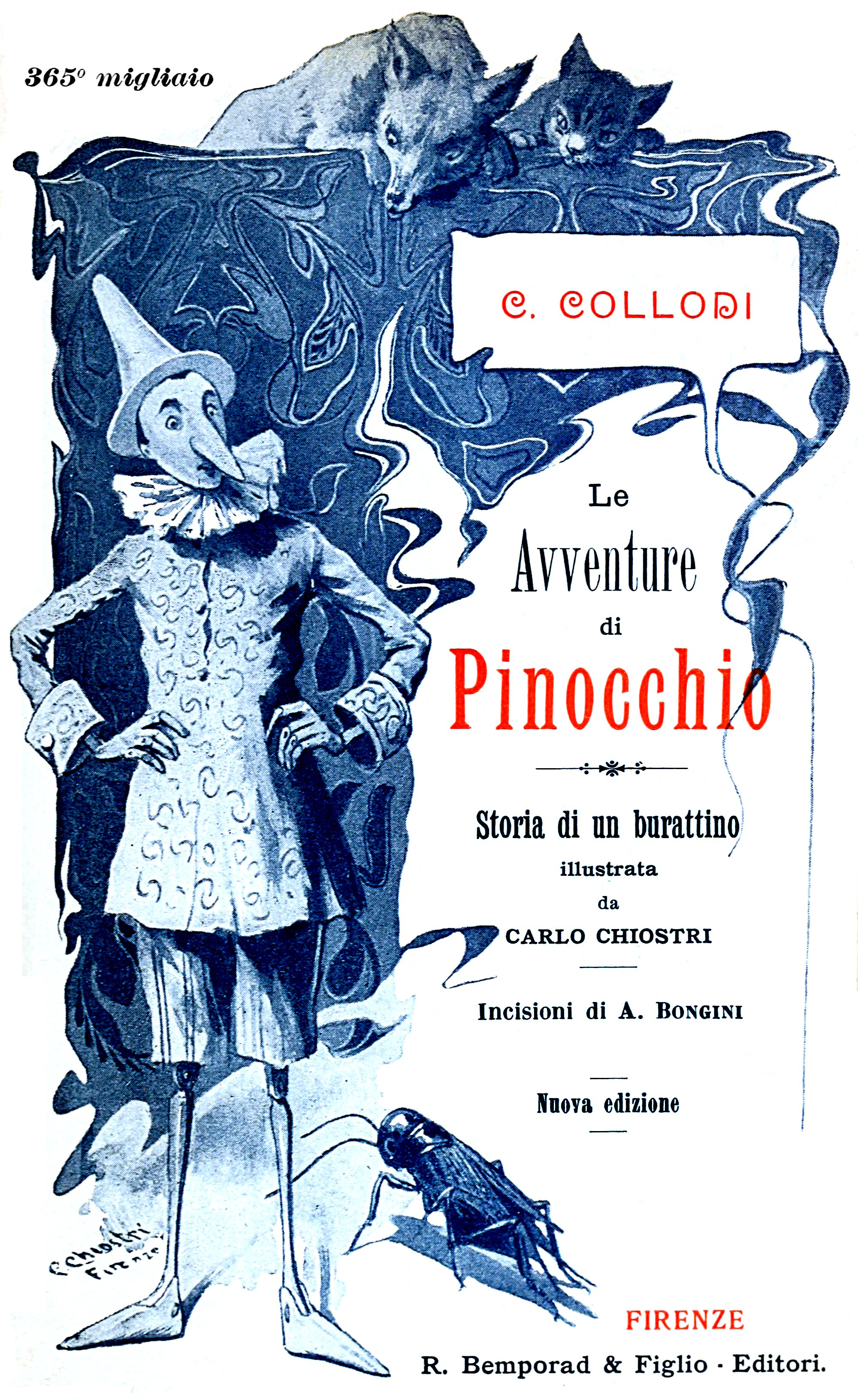
«Приключения Пиноккио». 1902. Обложка Карло Чиостри. Флоренция

В 1923—1924 гг. Алексей Толстой впервые задумывает написать сказку «Золотой ключик, или Приключения Буратино». Жизненные обстоятельства не позволили ему тогда осуществить задуманное, лишь в 1936 году писатель смог вернуться к своему замыслу. В 1924 году Юрий Олеша создаёт свою повесть-сказку «Три толстяка», действие которой разворачивается в некоей вымышленной стране, но на фоне псевдо-итальянских декораций — «итальянские» имена персонажей, природа, архитектура, южный колорит. Такой интерес к Италии теперь уже среди советских сказочников вполне оправдан, поскольку сказочные злодеи были немыслимы в советской стране, авторам приходилось переносить место действия сказки в условно-экзотические страны. Как отмечают исследователи, итальянский колорит двух этих произведений отнюдь не случаен, поскольку феномен Италии в ранней советской культуре — это ещё и феномен страны «бедноты и постоянной революционной ситуации, происходящей не столько от бедности, сколько от темперамента населения».
Среди русских исследователей, в разное время писавших об итальянской сказке, можно назвать А. К. Дживилегова, А. Г. Габричевского, Н. Б. Томашевского, Р. И. Хлодовского. Над переводом и обработкой сказок для детей также работали Юрий Ильин, Э. Козакова, Н. В. Гессе, З. М. Задунайская, Н. В. Вишневская, З. М. Потапова, И. Скрягина, В. П. Торпакова, Л. М. Капалет, Е. М. Солонович и др. Первые тридцать девять сказок из сборника Итало Кальвино были переведены в Советском Союзе уже в 1959 году. В следующем году вышел сборник итальянских народных сказок «Три апельсина», впоследствии неоднократно переиздававшийся.
Вслед за публикацией сборника «Три апельсина» издательство «Детская литература» с 1972 года начало выпуск сборника сказок «В моих краях» в обработке Д. Питре, Д. Провенцаля, Н. Томмазео, Ф. Флора. Очередное издание вышло в 1981 году, сказки этого сборника в переводе Л. А. Вершинина не повторяли ранее публиковавшиеся сказки, за исключением сказок «Хитрая крестьянка» («Находчивая девушка») и «Петрушечка» («Преццемолина»), вышедшие в новом переводе.
В 1991 году Н. В. Котрелёвым был выпущен сборник итальянских сказок, объединявший сборник «Три апельсина», «Итальянские сказки, обработанные Итало Кальвино», «Итальянские сказки», изданные Максимом Горьким и М. Ф. Андреевой, а также сказочные сюжеты в итальянской новеллистике из сборников «Новеллино» и «Триста новелл» Франко Саккетти (всего 23 новеллы). Это был самый полный сборник итальянских фольклорных сказок, переведённых к тому времени на русский язык. Однако и в него не попали все переведённые к тому времени сказки: сказка «Весёлый сапожник» из сборника «Три апельсина» и сказки из сборника «В моих краях»: «Весёлый Монакиккио», «Лежебока», «Кикибио и журавль», «Ленивая Бручолина», «Тредичино», «Джеппоне», «В моих краях», «Польдино и судья», «Наказанный ростовщик», «Медвежья шкура». Вместе с тем Н. В. Котрелёв дополнил список сказок Итало Кальвино переводами трёх новых сказок: «Пастушок-малый росток», «Синьора Сосиска» в пересказе Натальи Гессе и Зои Задунайской и собственным переводом сказки «Два горбуна».
В 2011 году издательство «Рипол-Классик» повторило серию итальянских народных сказок «В моих краях». На этот раз сказки вышли в пересказе Л. Л. Яхнина. Иллюстрацией итальянских народных сказок занимались В. А. Милашевский, Т. Шишмарёва, Л. В. Орлова, В. В. Горин, И. Чернышова, А. Алёшин, Л. Зусман, В. Минаев, Т. Прибыловская, Н. Коваленко, Б. Калаушин, С. Сильченко, Г. Ковенчук, О. Клопота, Евгений Монин.

### Особенности сюжетного построения итальянской фольклорной сказки
Существует несколько сквозных образов, которые присутствуют как в литературных, так и в народных сказках. Это, например, сказки о реальных исторических персонажах, которые с течением времени становились образами аллегорическими, обобщёнными. Наличие таких центральных героев было характерной особенностью средневековых итальянских новелл. Сказки о Папе Римском, об Аристотеле Фиораванти, о весёлом и изобретательном шуте Гонелле. В сборнике итальянских сказок «Три апельсина» есть сказка «Как шут Гонелла бился об заклад».

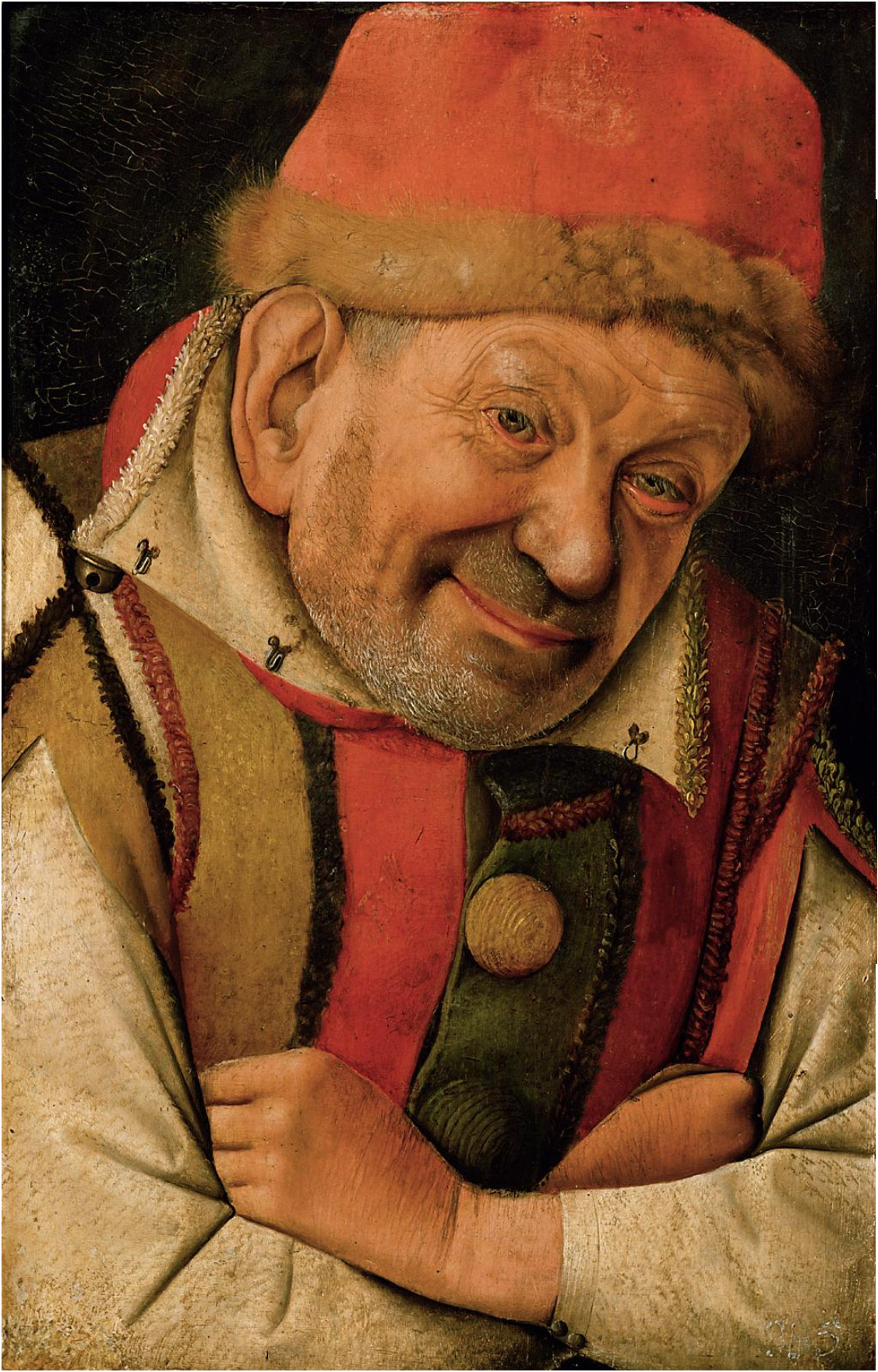
Жан Фуке. Портрет Гонеллы, придворного шута герцога Феррарского

Ещё одна группа таких сквозных образов — персонажи-куклы и персонажи театра «комедия дель арте». Бригелла, Панталоне, Арлекин — персонажи сказок Карло Гоцци, Коллоди и др. В фольклорной сказке «Кирпич и воск» можно встретить куклу Пульчинелло. Среди сказочных персонажей о представителях животного мира таким сквозным образом был говорящий Сверчок, популярный с XVII века итальянский персонаж литературных и фольклорных сказок.
Часть сказок не что иное как итальянские версии произведений, уже ставших классикой детской литературы: сказки о Красавице и Чудовище («Беллинда и чудовище»), о трёх поросятах, о Синей бороде («Серебряный Нос»), о Красной Шапочке, о Золушке («Розина в печи»), о Белоснежке («Котята»), о Спящей красавице, о Мальчике-с-Пальчик. Некоторые сказки представляют собой пересказ мифов о Данае и Персее, Одиссее и Полифеме. Так, сказка «Король-свинья» обязана своим происхождением мифу об Амуре и Психее (есть этот сюжет и у Страпаролы, у Шарля Перро), «Маттео и Мариучча» восходит к мифу об Орфее и Эвридике, «Тайна Флорио» напоминает легенду о Пигмалионе и Галатее.
Однако некоторые сказки, возможно, под пером пересказчиков, деталями изображения, описаниями обстановки городского быта весьма близки к современной эпохе, в частности, герой сказки «Веселый Монакиккио» Марио Коста, дорожный строитель, для строительства шоссе каждое утро садится на старый велосипед и отправляется на работу в горы. В конце повествования Марио становится счастливым обладателем нового велосипеда. Исходя из подобного сюжета сказка о «Веселом Монакиккио» вполне могла быть авторским произведением начала XX столетия, а не произведением фольклора с условно-вневременным повествованием, условно-историческими персонажами наподобие шута Гонеллы, папы римского, королей, герцогов и прочих представителей исторических сословий раздробленной Италии, существовавших до эпохи Рисорджименто.
Быть может, всё дело в более позднем происхождении сказок сборника «В моих краях», откуда взята фьяба «Весёлый Монакиккио». Но вот фрагмент сказки «Одна ночь в раю» из сборника Итало Кальвино: «Живой вышел из могилы и не узнал кладбища: повсюду памятники, статуи, высокие деревья. Вышел он с кладбища и вместо прежних домишек из неотесанного камня увидел огромные здания, трамваи, автомобили, аэропланы…» В другом эпизоде сказки святой Пётр играет на контрабасе. В сказке из сборника «Три апельсина» «Кола-Рыба» повествуется о знаменитом Мессинском землетрясении, унёсшем около 100 000 жизней. Сильнейшее за всю историю Европы землетрясение произошло накануне 1909 года. Таким образом, время создания сказки можно определить почти с документальной точностью, если только упоминание о землетрясении не было прибавлено составителями сборника к более старой части сказки. Всё говорит о том, что время происхождения сказок из этих сборников не одинаково, некоторая их часть обязана своим появлением городскому фольклору Италии XX века, что в свою очередь говорит об устойчивости традиции создания сказок на всём протяжении истории Италии.